# Monodontomerus anthidiorum
Monodontomerus anthidiorum är en stekelart som först beskrevs av Lucas 1849.  Monodontomerus anthidiorum ingår i släktet Monodontomerus och familjen gallglanssteklar. Inga underarter finns listade i Catalogue of Life.